# Шахсуваров, Нурмамед-бек Адилхан-бек оглу
Нурмамед-бек Адилхан-бек оглу Шахсуваров (азерб. Nurməmməd bəy Şahsuvarov; 1883—1958) — азербайджанский политический и государственный деятель. Министр образования АДР.

## Биография
Родился в 1883 году в селении Минкенд Зангезурского уезда. После окончания местной русско-мусульманской школы, поступил в Закавказскую учительскую семинарию в Гори. Получив диплом в 1903 году, приступил к преподавательской деятельности в городе Гяндже. Потом в 1912 году окончил Тифлисский учительский институт. В 1915 году экстерном окончил юридический факультет Киевского Императорского университета святого Владимира.
Нурмамед-бек Шахсуваров в 1917 году был назначен инспектором народных училищ Дагестана. Во время Февральской революции 1917 года принимал активное участие в политических событиях. Нурмамед-бек Шахсуваров был назначен министром народного просвещения Горской Республики, образованной летом 1918 года в результате народно-освободительной борьбы северокавказских народов.

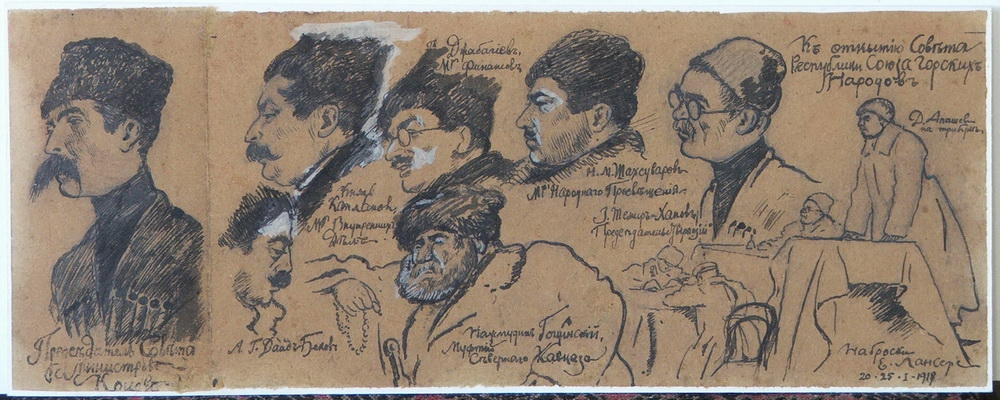
Шахсуваров на наброске портретов участников горского съезда в Темир-Хан-Шуре. Январь 1919. Автор — Евгений Лансере

В 1918 году благожелательно встретила турок значительная часть дагестанской интеллигенции, таких как Ахмед (Курди) Закуев (впоследствии профессор Бакинского университета), редактор дербентской тюркоязычной газеты Хаджи-Мурт Аминтаев, учителя Нурмамед-бек Шахсуваров и Магомед-Кади Дибиров.
В том же году, с образованием АДР, был избран членом парламента. В Парламенте был членом фракции «Иттихад».
С 14 апреля 1919 года — помощник министра образования АДР. С марта 1920 года — министр образования АДР.
Нурмамед-бек Шахсуваров после падения АДР, преподавал русский язык в высших и средних учебных заведениях, возглавлял кафедру русского языка в БГУ. В 1940 году по ложным обвинениям был арестован и отправлен в ссылку в Краснодар, но и там он продолжал преподавательскую деятельность. Вернулся на Родину в 1943 году.
Умер 11 августа 1958 года в Баку.